# Борисов, Александр Петрович (генерал-полковник)
Александр Петрович Борисов (1921—1985) — советский военный деятель и педагог, генерал-полковник. Начальник Военной академии связи имени С. М. Будённого (1975—1978).

## Биография
Родился 12 декабря 1921 года в Костроме.
С 1939 года призван в ряды Рабоче-Крестьянской Красной армии и с 1939 по 1941 год проходил обучение в Орджоникидзевском военном училище связи. С 1941 по 1945 год участник Великой Отечественной войны в составе 66-го отдельного полка связи в должностях командира взвода связи и командира роты телеграфно-телефонной связи. С 1943 года в период Сталинградской битвы был назначен командиром группы по организации связи для оперативной группы штаба Сталинградского фронта со штабом 2-й танковой армией, помощником начальника штаба этого полка и командиром телеграфно-телефонного батальона этого полка. В течение всей войны воевал на Юго-Западном, Сталинградском, Донском и 1-м Белорусском фронтах.
С 1945 года после войны А. П. Борисов продолжил свою службу в Войсках связи Министерства вооружённых сил СССР. С 1945 по 1949 год — начальник Управления связи штаба Группы Советских войск в Германии. С 1949 по 1953 год обучался на командном факультете Военной академии связи имени С. М. Будённого, которую окончил с отличием. С 1953 по 1956 год на научно-педагогической работе в Военной академии связи имени С. М. Будённого в должностях начальника курса и начальника специального отделения по подготовке военнослужащих дружественных стран.
С 1956 по 1959 год — заместитель начальника войск связи Ленинградского военного округа. С 1959 по 1961 год обучался в Военной ордена Ленина Краснознамённой ордена Суворова академии Генерального штаба Вооружённых Сил СССР имени К. Е. Ворошилова. С 1961 по 1963 год — начальник войск связи Прикарпатского военного округа. С 1963 по 1967 год — заместитель начальника Войск связи Министерства обороны СССР по боевой подготовке. С 1967 по 1970 год — начальник Управления планирования и организации оперативной связи Генерального штаба Вооружённых сил СССР. С 1970 по 1975 год — первый заместитель начальника Войск связи Министерства обороны СССР. С 1975 по 1978 год — начальник Военной академии связи имени С. М. Будённого. С 1978 по 1985 год — начальник связи Штаба Объединённых Вооружённых Сил государств — участников Варшавского Договора.
Скончался 12 апреля 1985 года в Москве, похоронен на Кунцевском кладбище.

## Высшие воинские звания
- Генерал-майор (22.02.1963)
- Генерал-лейтенант (19.02.1968)
- Генерал-полковник войск связи (5.05.1976)
- Генерал-полковник (26.04.1984)[6]

## Награды
- Орден Октябрьской Революции
- Орден Трудового Красного Знамени
- три ордена Отечественной войны I, II и II степеней
- два ордена Красной Звезды
- Орден «За службу Родине в Вооружённых Силах СССР» III степени[1][2][3][4][7]